# Жлковце
Жлковце (словац. Žlkovce) — село в окрузі Глоговец Трнавського краю Словаччини. Площа села 7,94 км². Станом на 31 грудня 2015 року в селі проживав 661 житель.

## Історія
Перші згадки про село датуються 1229 роком.

## Населення
| Рік:            | 1994. | 2004.   | 2014.   | 2024.   |
| --------------- | ----- | ------- | ------- | ------- |
| Кількість осіб: | 624   | 648     | 659     | 627     |
| Різниця:        |       | +3,84 % | +1,69 % | -4,85 % |

| Рік:            | 2023. | 2024.   |
| --------------- | ----- | ------- |
| Кількість осіб: | 646   | 627     |
| Різниця:        |       | -2,94 % |